# James Thompson (coureur)

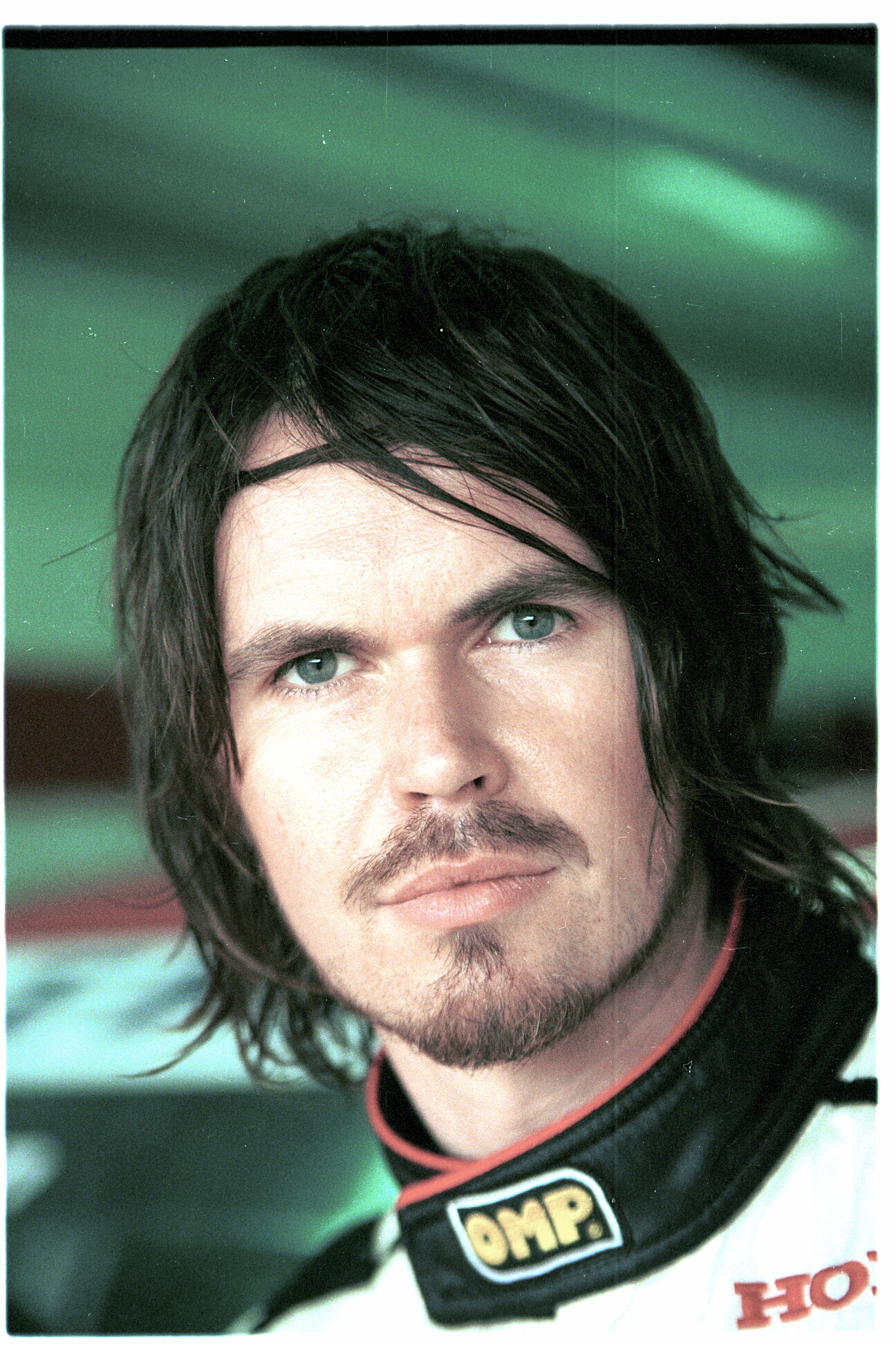
James Thompson in 2008

James Thompson (York, 26 april 1974) is een Brits autocoureur.

## Carrière
In 1994 maakte Thompson zijn debuut in het BTCC in een privé-Peugeot 405. Ondanks dat hij met slechts één punt als 24e eindigde, leverde hem dit een zitje op bij het fabrieksteam van Vauxhall. Hij behaalde hier twee pole positions en werd de jongste racewinnaar ooit op het Thruxton Circuit voordat een crash op het Knockhill Racing Circuit een eind aan zijn seizoen maakte. In 1996 stapte hij in de nieuwe Vauxhall Vectra, waarmee hij een toevallige overwinning behaalde op het Snetterton Motor Racing Circuit.
In 1997 stapte Thompson in het BTCC over naar het fabrieksteam van Honda, waarvoor hij in 1997 als vijfde, in 1998 als derde en in 1999 als vierde eindigde. In 2000 miste hij enkele races door een blessure, maar wist hij alsnog als negende in het kampioenschap te eindigen.
Toen Honda in 2001 stopte met het BTCC, stapte Thompson over naar het Team Egg Sport, waar hij in een Vauxhall vier overwinningen behaalde en derde werd in het kampioenschap. Hiermee verdiende hij in 2002 een terugkeer naar het fabrieksteam van Vauxhall, waar hij een drie jaar durende strijd had met teamgenoot Yvan Muller. Thompson werd in 2002 en 2004 kampioen in het BTCC en eindigde in 2003 tweede achter Muller.
In 2005 stapte Thompson over naar het nieuwe World Touring Car Championship, waar hij voor Alfa Romeo ging rijden. In het eerste raceweekend op het Autodromo Nazionale Monza won hij meteen een race, maar afgezien van twee verdere tweede plaatsen was het seizoen geen groot succes. Uiteindelijk eindigde hij als achtste in het kampioenschap. Aan het eind van het jaar maakte Alfa Romeo bekend om het WTCC te verlaten, waardoor de toekomst van Thompson onzeker was.
In 2006 stapte hij over naar Seat. In de eerste drie raceweekenden stond hij driemaal op het podium, maar in de tweede seizoenshelft wist hij weinig punten meer te scoren. Opnieuw eindigde hij als achtste in het kampioenschap.
In 2006 reed Thompson ook in het BTCC bij SEAT Sport UK. Hij deed dit naast zijn WTCC-seizoen, waardoor hij enkele BTCC-raceweekenden moest overslaan. Uiteindelijk nam hij deel aan zes van de tien raceweekenden. Met drie overwinningen eindigde hij als zesde in het kampioenschap met 162 punten.
Nadat Jenson Button zich terugtrok uit de Race of Champions in 2006, werd Thompson aangekondigd als zijn vervanger. Hij nam samen met eveneens toerwagencoureur Andy Priaulx deel in het Britse team. Solo werd hij al in de voorronde uitgeschakeld door Bernd Schneider (coureur) en in het landenkampioenschap werden Thompson en Priaulx uitgeschakeld in de eerste ronde door het Schotse team, bestaande uit David Coulthard en Colin McRae.
In 2007 keerde Alfa Romeo terug in het WTCC bij het team N.Technology, dat Thompson als coureur aanstelde. Mede dankzij een dubbele overwinning op het Circuit Ricardo Tormo Valencia eindigde hij als derde in het kampioenschap achter Andy Priaulx en voormalig BTCC-teamgenoot Yvan Muller.
In 2008 nam Thompson opnieuw deel aan het WTCC voor N.Technology in een Honda Accord Euro R, waarmee hij ook in het Danish Touringcar Championship reed. Nadat hij de eerste twee raceweekenden miste had het team moeite om de auto te ontwikkelen. Naarmate het seizoen vorderde ging dit echter beter en op Imola behaalde Thomspon een overwinning en een derde plaats, waarmee hij uiteindelijk als vijftiende in het kampioenschap eindigde. Aan het eind van het seizoen kondigde N.Technology aan om te stoppen met het WTCC, waardoor Thompson zonder zitje kwam te zitten.
In 2009 maakte Thompson een terugkeer in het BTCC, waar hij voor Team Dynamics in een Honda Civic reed. Hij verving Gordon Shedden in het tweede raceweekend en behaalde in het seizoen drie overwinningen voordat hij op Silverstone werd vervangen door Johnny Herbert door zijn verplichtingen in het WTCC en de V8 Supercars. Uiteindelijk eindigde hij als negende in het kampioenschap met 114 punten.
In juli 2009 keerde Thompson terug in het WTCC met Lada in hun nieuwe Lada Priora. Hij nam deel aan vijf raceweekenden, waarin zijn beste resultaat een zesde plaats was op Imola. Hij kon het laatste raceweekend echter niet deelnemen door een crash met Stefano D'Aste.
In 2009 won Thompson de European Touring Car Cup op het Circuito Vasco Sameiro in Portugal, in een Honda Accord van Hartmann Honda Racing.
In 2010 stapte Thompson fulltime over naar het ETCC, rijdend voor Hartmann. Hij won de seizoensopener op het Circuito Vasco Sameiro, maar splitste hierna met Hartmann, waarmee hij het Scandinavian Touring Car Championship zou rijden. Hij kwam echter weer terug bij het team voor het tweede ETCC-raceweekend. Uiteindelijk verdedigde hij succesvol zijn titel in dit kampioenschap.
In 2011 reed hij toch in het STCC voor het team Polestar Racing in een Volvo C30. Na twee podiumplaatsen op de Jyllands-Ringen en de Göteborg City Arena verliet hij het team halverwege het seizoen, waarbij hij de richting van de ontwikkeling van de auto als reden voor vertrek noemde. Zijn vervanger werd WTCC-coureur Gabriele Tarquini.
In 2011 keerde hij terug in het BTCC voor de seizoensfinale op Silverstone. Met twee uitvalbeurten en een punt voor de snelste ronde in race 3 eindigde hij als 25e in het kampioenschap.
In 2012 keerde Thompson kortstondig terug in het WTCC om de nieuwe Lada Granta klaar te maken voor het seizoen 2013. Hij reed enkel de races op de Hungaroring en het Autódromo Internacional do Algarve.
In 2013 keerde Thomspon fulltime terug in het WTCC in een Lada Granta voor het eveneens teruggekeerde fabrieksteam van Lada naast zijn nieuwe teamgenoot Aleksej Doedoekalo. Tijdens de kwalificatie in het eerste raceweekend op Monza werd hij echter uitgeschakeld door Dudukalo, waardoor beide Lada's niet deel konden nemen aan de races. Dudukalo werd hierop vervangen door Mikhail Kozlovskiy. Thompson eindigde op een veertiende plaats in het kampioenschap met 41 punten.